# Giuseppe Baretti
Giuseppe Marc'Antonio Baretti (n. 24 aprilie 1719 la Torino - d. 5 mai 1789 la Londra) a fost un scriitor, critic literar, dramaturg, lingvist și traducător italian.

## Opera
- 1760: Dicționar al limbilor engleză și italiană ("A Dictionary of the English and Italian Languages");
- 1762 - 1763: Scrisori familiare ("Lettere familiari");
- 1768: O descriere a moravurilor și obiceiurilor din Italia ("An Account of the Manners and Customs of Italy");
- 1770: O călătorie de la Londra la Genova (" A Journey from London to Genoa").

A întemeiat revista "La frusta letteraria".